# Юбкин, Василий Павлович
Васи́лий Па́влович Ю́бкин (1 января 1920 — 3 февраля 1968) — участник Великой Отечественной войны, командир танка 17-й гвардейской танковой бригады 1-го гвардейского танкового корпуса 65-й армии 1-го Белорусского фронта, Герой Советского Союза.

## Биография
Родился 1 января 1920 года в селе Аполлоновка ныне Солонянского района Днепропетровской области (Украина) в крестьянской семье. Белорус. Учился в Днепропетровском государственном университете.
В Красной армии с 1939 года. Перед войной окончил полковую школу и был назначен заместителем политрука роты. На фронте с июля 1941 года. Войну начал в 37-м танковом полку 19-й танковой дивизии Юго-Западного фронта в районе Новоград-Волынского. Участвовал в боях в районе Луцка, Ровно, Житомира, в обороне Киева. Оборонял Днепропетровск в составе 8-й танковой дивизии (командир — полковник Е. Г. Пушкин), где стал механиком-водителем танка комдива. Позднее участвовал в боях за Полтаву, Ворошиловоград, участвовал в Изюм-Барвенковской операции в июле 1943 года в качестве заместителя политрука роты ремонта танков 36-го армейского ремонтно-восстановительного батальона 9-й армии. В 1944 году окончил Харьковское танковое училище.
Командир танка 17-й гвардейской танковой бригады в составе 1-й гвардейского танкового корпуса 65-й армии 1-го Белорусского фронта гвардии младший лейтенант В. П. Юбкин особо отличился в боях за освобождение Польши в начале сентября 1944 года.
В жестоком бою за населённые пункты Лишедул-Новини и Лишедул-Стара, расположенные северо-восточнее польской столицы Варшавы, вверенный ему танковый экипаж неоднократно вступал в единоборство с вражескими противотанковыми средствами, преграждавшими путь танковому батальону, и уничтожил семь орудий и несколько дзотов противника. В последнем бою был ранен, в результате ранения перенёс 13 операций, ему были ампутированы ноги и он стал инвалидом 1-й группы.
Указом Президиума Верховного Совета СССР от 24 марта 1945 года за образцовое выполнение боевых заданий командования на фронте борьбы с немецко-фашистскими захватчиками и проявленные при этом мужество и героизм гвардии младшему лейтенанту Юбкину Василию Павловичу присвоено звание Героя Советского Союза с вручением ордена Ленина и медали «Золотая Звезда» (№ 4218).
Член ВКП(б) с 1947 года. В 1947 году, после увольнения из армии, продолжил учёбу на историческом факультете Днепропетровского университета, за год сдал экзамены за два курса. Окончил университет с отличием в 1951 году, был направлен на годичные курсы преподавателей общественных наук при ЦК КПСС, после окончания которых вернулся преподавателем в родной университет. В 1962 году защитил диссертацию на соискание ученой степени кандидата исторических наук.
Трижды избирался депутатом Жовтневого районного совета города Днепропетровска.
Жил в городе Днепропетровске. Умер 3 февраля 1968 года. Похоронен на Аллее Героев Запорожского кладбища в Днепропетровске.

## Награды
Награждён орденом Ленина (24.03.1945), Красной Звезды (17.07.1944), медалями, в том числе медалью «За боевые заслуги» (17.02.1942).

## Память
- Именем Героя названа улица в родном селе.
- Ежегодно в Солонянском районе проводится соревнования по футболу памяти В. П. Юбкина. Проводится примерно с 1973 года, тогда был сделан сам кубок турнира, который передается

победителям ежегодно (переходящий). Кубок считается самым престижным из всех футбольных турниров в районе.